# Чулков, Дмитрий Иванович
Дмитрий Иванович Чулков вотчинник Переяславского уезда, был убит при взятии Казани в 1552 году
Дмитрий Иванович Чулков принадлежал к тому дворянскому роду Чулковых, что вели своё происхождение от «германского выходца» Ратши. Прадед Дмитрия — Василий Тимофеевич Чулок Остеев был воеводой в Новгороде. Отец  Дмитрия Иван Андреевич Чулков был крупным вотчинником в Переяславском уезде.
В 1549 году Дмитрий вместе с вместе с Фёдором Чулковым, Никитой Большим, Никитой Меньшим и Иваном Ивановичем Чулковыми продали село Бакино Переяславского уезда Троицкому монастырю
"Синодик по убиенных во брани" и "Успенский синодик" перечисляют его среди погибших в  1552 году "в брани под Казанью". Б.Н. Флоря относил Дмитрия Ивановича Чулкова к дворянским детям и отмечал, что в "Успенском синодике" убитые были сгруппированы на группы в зависимости от того где служили. В "Синодике по убиенных во брани" Дмитрий Чулков назван вместе с князем Петром Никитичем Щепин-Оболенским, Иваном Борисовичем Жирово-Заборовским, Игнатием Прокопиевичем Константиновым перечислен как бежичанин (из Бежецкого верха). Б.Н. Флоря анализируя относил Дмитрия Ивановича к той группе детей боярских которые не являлись тысячниками, но чьи ближайшие родственники (отец, братья) были в "Дворовой тетради 1550 годов" по тому же уезду, что и убитые. И в "Дворовой тетради 1550 годов" и в "Тысячной книге 1550 года" братья Дмитрия без него указаны по Бежецкому верху

## Комментарии
1. ↑  Вероятно в грамоте упоминается старший брат Дмитрия Фёдор Иванович Чулков
2. ↑  "Синодик по убиенных во брани" и "Успенский синодик"описывая погибших в 1552 году называют одни и те же имена"[5] Б.Н. Флоря писал, что первоначально в "Успенском синодике" записывались лишь имена членов княжеского рода и наиболее важных бояр. Внесение 80 детей боярских по мнению было Б.Н. Флоря отмечало их военный подвиг и свидетельствовало о принадлежности к государеву двору[6]